# 郷見神社
郷見神社（さとみじんじゃ）は群馬県高崎市下里見町にある神社。祭神は、建御名方神のほか、月讀尊、八幡神、菅原道真、三柱を祀る。
合併前は、諏訪神社であったが、下里見地区内の各社を合祀合具し、社格も村社となり郷見神社となった。
また、裏山に古墳がある。

## 概要
創立、由緒は詳でない。
なお、里見義成が築いた里見城が隣接しており、つながりもあると考えられるが定かではない。
一説には、豊城入彦命の古墳を守るために郷見神社となる諏訪神社が建てられたとの伝承もあるが、それを証明する古文書は失われたと伝えられている。
明治43年9月19日下里見地域内の諏訪神社に八幡宮、月読宮、諏訪大明神、天満宮を合祀合具し、社名を郷見神社と改め村社とした。
社殿は、間口二間、奥行三間、中宮を祀る。
奥殿は、浮彫組子の精巧極めた梢の大きいものである。
- 境内面積 251坪

郷見神社では、合併した神社の社殿を保存している。
- 八幡宮
- 月読宮
- 諏訪大明神
- 天満宮

それぞれの社殿を作った年代は正確には判明していないが徳川初期から中期のものと思われる。

## 雑記
- 八幡宮では、里見義俊、源家の氏神、岩清水八幡宮を勧請と伝わっている。
- 古墳は、きわめて質素な自然石をもって作られた袖形石室で、覆土も少なく小規模のものである。盗掘、発掘されつくした今日では出土品もなく立証すべき何者もない。

## 伝豊城入彦命の古墳
- 古老たちはなお、次のような話を伝えている。

- 豊城入彦命が、病を得て薨去されるや、崇神天皇はいたくその死を悲しまれ、せめてその遺体だけでも都へ運び、天皇の側近に葬りたいものと考えられて都から多数の人を遣わせて、命の遺体を都へ運ばした。
- 上野の人民は、この地方開拓の恩人であり、威徳の高い命の遺体をこの地に葬り、長く懇ろにその霊を弔いたいと懇願したが、この切なる願いも入れられず、遺体は都へ運ばれていくので、ついに堪りかねた民衆は遺体を碓氷峠で奪い返し、本街道よりそれ、しかも朝日差し夕日輝く丘を選んで葬った。その地が郷見神社裏山の古墳であるとするものである。
- 豊城入彦命の墓守として富沢一族が任じられ、代々その墓守の役についた。里見村七代目の村長、富沢柳太郎がその子孫であると伝えられている。
- しかし、富沢柳太郎の四代前の祖先の時に、この墳墓に関する古記録と知らずに古物商に古文書を売った者がいたため、明治23年6月21日付けの官報で「豊城入彦命の陵墓を知るものは申出るべき」旨の告示がでた時、当代の富沢は、先祖伝来の槍、鏡等をもって出頭したが、不採用とされ、八方手を尽くしたが見つからず、ついには悶死し、その後継者である富沢新一郎も遺志をついで古文書の捜索に尽力したが、やはり見つからず死亡したとのことである。